# مؤسسه ناس
مؤسسه ناس (انگلیسی: Nass Corporation) شرکت خوشه‌ای بحرینی است، که در سال ۱۹۶۳ توسط عبدالله احمد ناس تأسیس شد.